# Doghat
Doghat é uma cidade e uma nagar panchayat no distrito de Baghpat, no estado indiano de Uttar Pradesh.

## Demografia
Segundo o censo de 2001, Doghat tinha uma população de 13,261 habitantes. Os indivíduos do sexo masculino constituem 54% da população e os do sexo feminino 46%. Doghat tem uma taxa de literacia de 57%, inferior à média nacional de 59.5%: a literacia no sexo masculino é de 67% e no sexo feminino é de 44%. Em Doghat, 16% da população está abaixo dos 6 anos de idade.